# Paul Wilken (Politiker)
Paul H. Wilken (* 3. Juli 1898 in Hamburg; † 3. Mai 1969 ebenda) war ein deutscher Politiker (CDU).

## Leben und Beruf

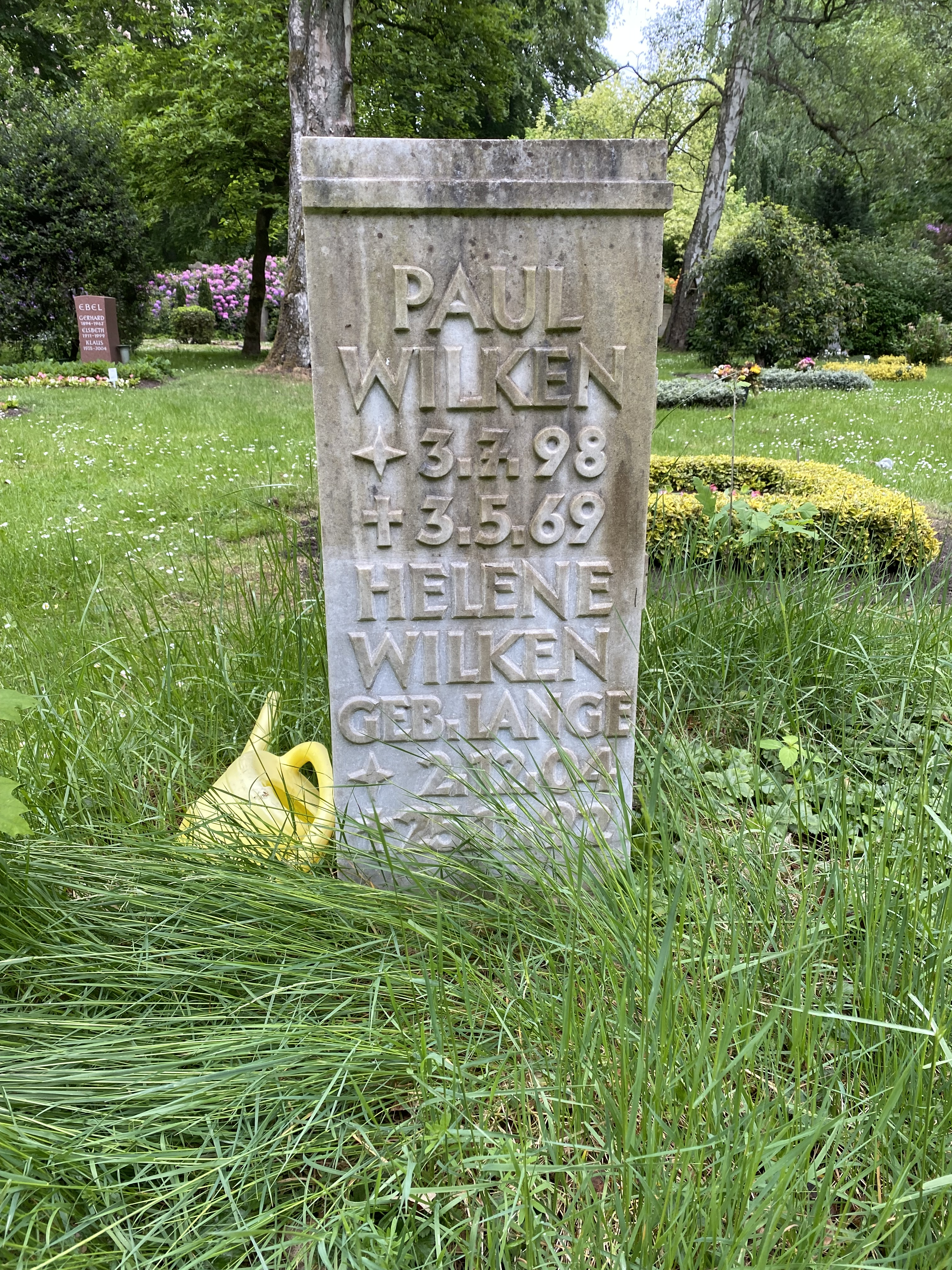
Grabstätte auf dem Friedhof Ohlsdorf im Planquadrat R 11

Paul Wilken machte nach seinem Realschule eine Ausbildung mit dem Abschluss einer Zimmerergesellenprüfung und arbeitet danach an der Baugewerbeschule. Er studierte an der Technischen Hochschule Darmstadt und beendete dieses 1924 mit einem Diplom. Nachdem er einige Zeit als Angestellter verschiedener Baufirmen tätig gewesen war, stieg er als Mitinhaber bei der Firma F. Wilken & Sohn ein.
Nach der NS-Zeit wurde er 1945 bis 1953 zum Präsidenten der Handwerkskammer Hamburg gewählt. Nach seiner parlamentarischen Arbeit war er weiterhin Präses des Verwaltungsrates der Hamburger Sparcasse von 1827 sowie Aufsichtsratsmitglied der Hamburger Volksbank von 1861, der  NOVA-Krankenversicherung  und der VELA-Lebensversicherung.
Paul Wilken verstarb im Alter von 70 Jahren in seiner Geburtsstadt und wurde auf dem dortigen Friedhof Ohlsdorf südöstlich von Kapelle 1 beigesetzt.

## Politik
Wilken wurde 1946 von der britischen Besatzungsmacht als Vertreter der Handwerkskammer in die Ernannte Bürgerschaft berufen. Zunächst der Fraktion der Parteilosen angehörend, schloss er sich im Juni 1946 mit der Gruppe um Bürgermeister Rudolf Petersen der CDU-Fraktion an. Am 13. Oktober 1946 zog er für die CDU in die erste frei gewählte Hamburgische Bürgerschaft seit 1933 ein und war bis 1957 Mitglied im Parlament. In dieser Zeit übernahm er zudem von Juni bis November 1946 den CDU-Fraktionsvorsitz. Von 1951 bis 1953 amtierte er als Vizepräsident der Bürgerschaft.
Er trat als Bausenator am 2. Dezember 1953 in die Regierung des Hamburg-Blocks unter dem Ersten Bürgermeister Kurt Sieveking ein. Während dieser Zeit als Senator wurde ihm Verquickung von amtlichen und privaten Angelegenheiten vorgeworfen, so dass er am 2. November 1954 unter dem stärker werdenden Druck von diesem Posten zurücktrat. Sein Mandat als Bürgerschaftsabgeordneter behielt er bis zum Ende der Wahlperiode am 21. Dezember 1957.